# Clark Gregg
Robert Clark Gregg (Boston, 2 aprile 1962) è un attore e regista statunitense.
È noto per il suo ruolo dell'agente Phil Coulson nel Marvel Cinematic Universe.

## Biografia
Nato nel Massachusetts ha studiato alla Ohio Wesleyan University, in seguito ha studiato recitazione alla New York University. Inizia la sua carriera verso la fine degli anni ottanta, partecipando ai film Le cose cambiano di David Mamet e L'ombra di mille soli di Roland Joffé. Negli anni successivi ha preso parte a moltissime produzioni tra cui Inviati molto speciali, I soliti sospetti e Magnolia.
Nel 2000 gli viene offerta la possibilità da Robert Zemeckis di sceneggiare il suo film Le verità nascoste, in seguito torna alla recitazione, partecipando a A.I. - Intelligenza artificiale, One Hour Photo, Ore 11:14 - Destino fatale, La macchia umana.
È apparso anche nella serie The Shield dove ha interpretato William Faulks, stupratore e assassino di donne anziane, nella serie West Wing - Tutti gli uomini del Presidente, dove ha interpretato l'agente speciale dell'FBI Mike Casper, e nella sit-com La complicata vita di Christine. Dopo aver recitato nei film Il bacio che aspettavo e The Air I Breathe, debutta alla regia con Soffocare, interpretato da uno straordinario Sam Rockwell, adattando per il grande schermo l'omonimo romanzo di Chuck Palahniuk. 
Gregg negli ultimi anni si è fatto notare per il ruolo dell'agente dello S.H.I.E.L.D. Phil Coulson in vari adattamenti cinematografici e televisivi dei fumetti della Marvel, come nei film del Marvel Cinematic Universe Iron Man, Iron Man 2, Thor, The Avengers, Captain Marvel e nella serie televisiva Agents of S.H.I.E.L.D., di cui è uno dei protagonisti.

### Vita privata
Dal luglio del 2001 al febbraio 2021 è stato sposato con l'attrice Jennifer Grey. La coppia ha una figlia.

## Filmografia

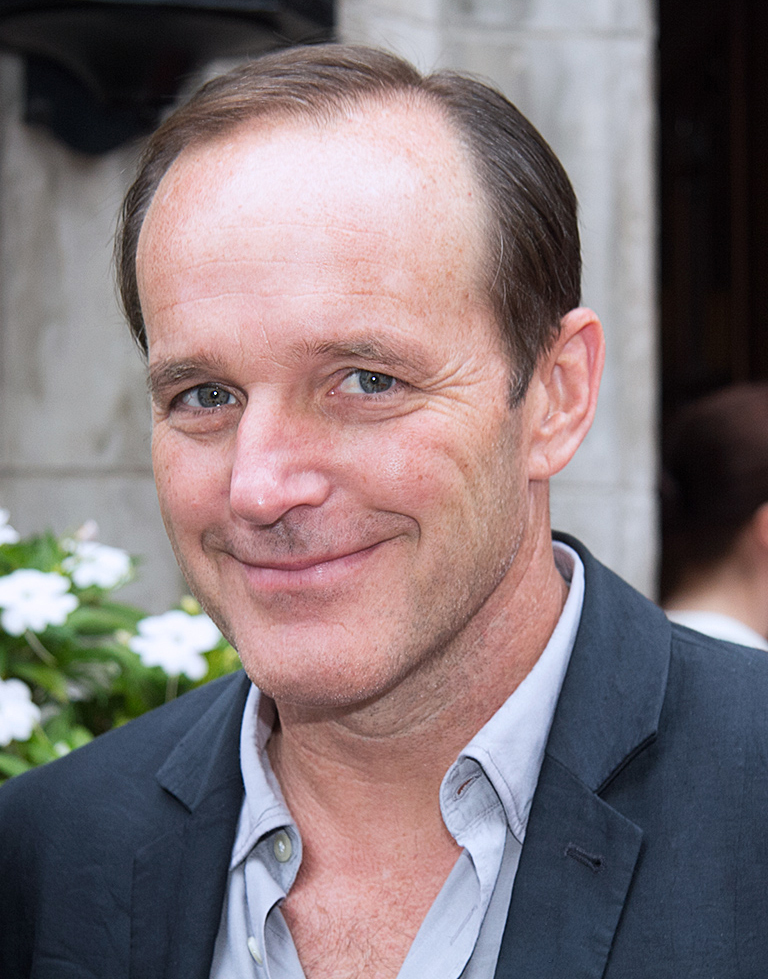
Clark Gregg al Toronto International Film Festival 2012

### Attore

#### Cinema
- Le cose cambiano (Things Change), regia di David Mamet (1988)
- L'ombra di mille soli (Fat Man and Little Boy), regia di Roland Joffé (1989)
- Inviati molto speciali (I Love Trouble), regia di Charles Shyer (1994)
- Sotto il segno del pericolo (Clear and Present Danger), regia di Phillip Noyce (1994)
- I soliti sospetti (The Usual Suspects), regia di Bryan Singer (1995)
- L'ultima volta che mi sono suicidato (The Last Time I Committed Suicide), regia di Stephen Kay (1997)
- La formula (The Spanish Prisoner), regia di David Mamet (1997)
- Magnolia, regia di Paul Thomas Anderson (1999)
- Hollywood, Vermont. (State and Main), regia di David Mamet (2000)
- A.I. - Intelligenza artificiale (Artificial Intelligence: AI), regia di Steven Spielberg (2001)
- One Hour Photo, regia di Mark Romanek (2002)
- We Were Soldiers - Fino all'ultimo uomo (We Were Soldiers), regia di Randall Wallace (2002)
- Ore 11:14 - Destino fatale (11:14), regia di Gregg Marcks (2003)
- La macchia umana (The Human Stain), regia di Robert Benton (2003)
- Spartan, regia di David Mamet (2004)
- U-429 - Senza via di fuga (In Enemy Hands), regia di Tony Giglio (2004)
- In Good Company, regia di Paul Weitz (2004)
- Chiamata da uno sconosciuto (When a Stranger Calls), regia di Simon West (2006)
- Hoot, regia di Wil Shriner (2006)
- Il bacio che aspettavo (In the Land of Women), regia di Jon Kasdan (2007)
- The Air I Breathe, regia di Jieho Lee (2007)
- Soffocare (Choke), regia di Clark Gregg (2008)
- Iron Man, regia di Jon Favreau (2008)
- (500) giorni insieme ((500) Days of Summer), regia di Marc Webb (2009)
- Iron Man 2, regia di Jon Favreau (2010)
- Thor, regia di Kenneth Branagh (2011)
- I pinguini di Mr. Popper (Mr. Popper's Penguins), regia di Mark Waters (2011)
- The Avengers, regia di Joss Whedon (2012)
- Much Ado About Nothing, regia di Joss Whedon (2012)
- The To Do List - L'estate prima del college (The To Do List), regia di Maggie Carey (2013)
- Very Good Girls, regia di Naomi Foner (2013)
- Un giorno come tanti (Labor Day), regia di Jason Reitman (2013)
- Trust Me, regia di Clark Gregg (2013)
- La legge della notte (Live by Night), regia di Ben Affleck (2016)
- Spinning Man - Doppia colpa (Spinning Man), regia di Simon Kaijser (2018)
- Captain Marvel, regia di Anna Boden e Ryan Fleck (2019)
- Run Sweetheart Run, regia di Shana Feste (2020)
- Girl Power - La rivoluzione comincia a scuola (Moxie), regia di Amy Poehler (2021)
- A proposito dei Ricardo (Being the Ricardos), regia di Aaron Sorkin (2021)
- Thelma, regia di Josh Margolin (2024)
- G20, regia di Patricia Riggen (2025)
- La guerra dei mondi (War of the worlds), regia di Rich Lee (2025)

#### Televisione
- Law & Order - I due volti della giustizia (Law & Order) – serie TV, episodio 1x12 (1991)
- Le avventure del giovane Indiana Jones (The Young Indiana Jones Chronicles) – serie TV, episodio 2x06 (1993)
- Tyson, regia di Uli Edel – film TV (1995)
- Il commissario Scali (The Commish) – serie TV, episodi 4x21 - 4x22 (1995)
- Al di sopra di ogni sospetto (Above Suspicion), regia di Steven Schachter – film TV (1995)
- Il tocco di un angelo (Touched by an Angel) – serie TV, episodio 2x18 (1996)
- Sex and the City – serie TV, episodio 3x12 (2000)
- The Practice - Professione avvocati (The Practice) – serie TV, episodio 5x07 (2000)
- West Wing - Tutti gli uomini del Presidente (The West Wing) – serie TV, 8 episodi (2001-2004)
- Will & Grace – serie TV, episodio 5x22 (2003)
- The Shield – serie TV, episodi 3x10 - 3x11 (2004)
- CSI: NY – serie TV, episodio 1x17 (2005)
- La complicata vita di Christine (The New Adventures of Old Christine) – serie TV, 88 episodi (2006-2010)
- Ultimate Spider-Man – serie animata, 29 episodi – voce (2012-2013)
- Agents of S.H.I.E.L.D. – serie TV, 136 episodi (2013-2020)
- Agents of S.H.I.E.L.D.: Slingshot – serie web, episodio 1x01 (2016)
- What If...? – serie animata (2021)
- Florida Man - miniserie TV, 7 episodi (2023)
- How I Met Your Father – serie TV, 3 episodi (2023)
- Painkiller – miniserie TV, 6 episodi (2023)
- Will Trent – serie TV, episodio 2x01 (2024)
- Criminal Minds – serie TV (2024)
- Zero Day – miniserie TV, 6 episodi (2025)

### Regista
- Soffocare (Choke) (2008)
- A Breakfast Nook - cortometraggio (2010)
- Trust Me (2013)
- Agents of S.H.I.E.L.D. - serie TV, episodi 5x06, 6x01 (2013)
- Florida Man - miniserie TV, puntate 6, 7 (2023)

### Sceneggiatore
- Le verità nascoste (What Lies Beneath), regia di Robert Zemeckis (2000)
- Soffocare (Choke), regia di Clark Gregg (2008)
- Trust Me, regia di Clark Gregg (2013)

## Doppiatori italiani
Nelle versioni in italiano delle opere in cui ha recitato, Clark Gregg è stato doppiato da:
- Pasquale Anselmo in Iron Man, Iron Man 2, Thor, The Avengers, Un giorno come tanti, Agents of S.H.I.E.L.D., Spinning Man - Doppia colpa, Captain Marvel, Run Sweetheart Run, Girl Power - La rivoluzione comincia a scuola, How I Met Your Father, Florida Man, G20, Zero Day
- Franco Mannella ne Il bacio che aspettavo, Soffocare, (500) giorni insieme, A proposito dei Ricardo
- Francesco Prando in Law & Order - I due volti della giustizia, Al di sopra di ogni sospetto, The Shield
- Roberto Certomà in Hoot, La complicata vita di Christine, I pinguini di Mr. Popper
- Giorgio Locuratolo in Magnolia, U-429 - Senza via di fuga
- Antonio Sanna in La macchia umana, Chiamata da uno sconosciuto
- Simone Mori in Spartan, Thelma
- Teo Bellia in West Wing - Tutti gli uomini del Presidente, Ore 11:14 - Destino fatale
- Antonio Palumbo in Will & Grace
- Roberto Pedicini in Hollywood, Vermont.
- Gianluca Tusco in A.I. - Intelligenza artificiale
- Gaetano Varcasia in In Good Company
- Danilo De Girolamo in CSI: NY
- Luciano Roffi in Criminal Minds
- Enrico Di Troia in The Air I Breathe
- Francesco Meoni in La legge della notte
- Roberto Chevalier in Painkiller
- Alessio Cigliano in Will Trent

Da doppiatore è stato sostituito da:
- Marco Mete in Ultimate Spider-Man
- Pasquale Anselmo in What If...?